# 貞舜
貞舜（じょうしゅん、建武元年（1334年）－応永29年（1422年）1月）は、南北朝・室町時代の天台宗の僧侶。
俗姓・出身共に不詳。出家して比叡山に登って貞済に師事、延暦寺西塔宝薗院に居住する。応永年間に近江国坂田郡柏原（現在の滋賀県米原市）にあった成菩提院を中興して談義所として学問振興に努めた。
著作として、『天台名目類聚鈔』・『三百帖見聞』・『俗諦常住』・『宗要柏原案立』・『十如是義私抄』・『竜女分極』などがある。